# Tidsaxel över rymdfarare efter land

Karta över länder som fram till augusti 2024, har haft minst en invånare i rymden.

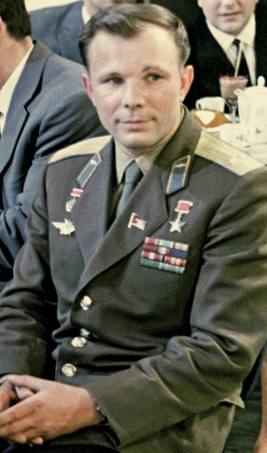
Jurij Gagarin

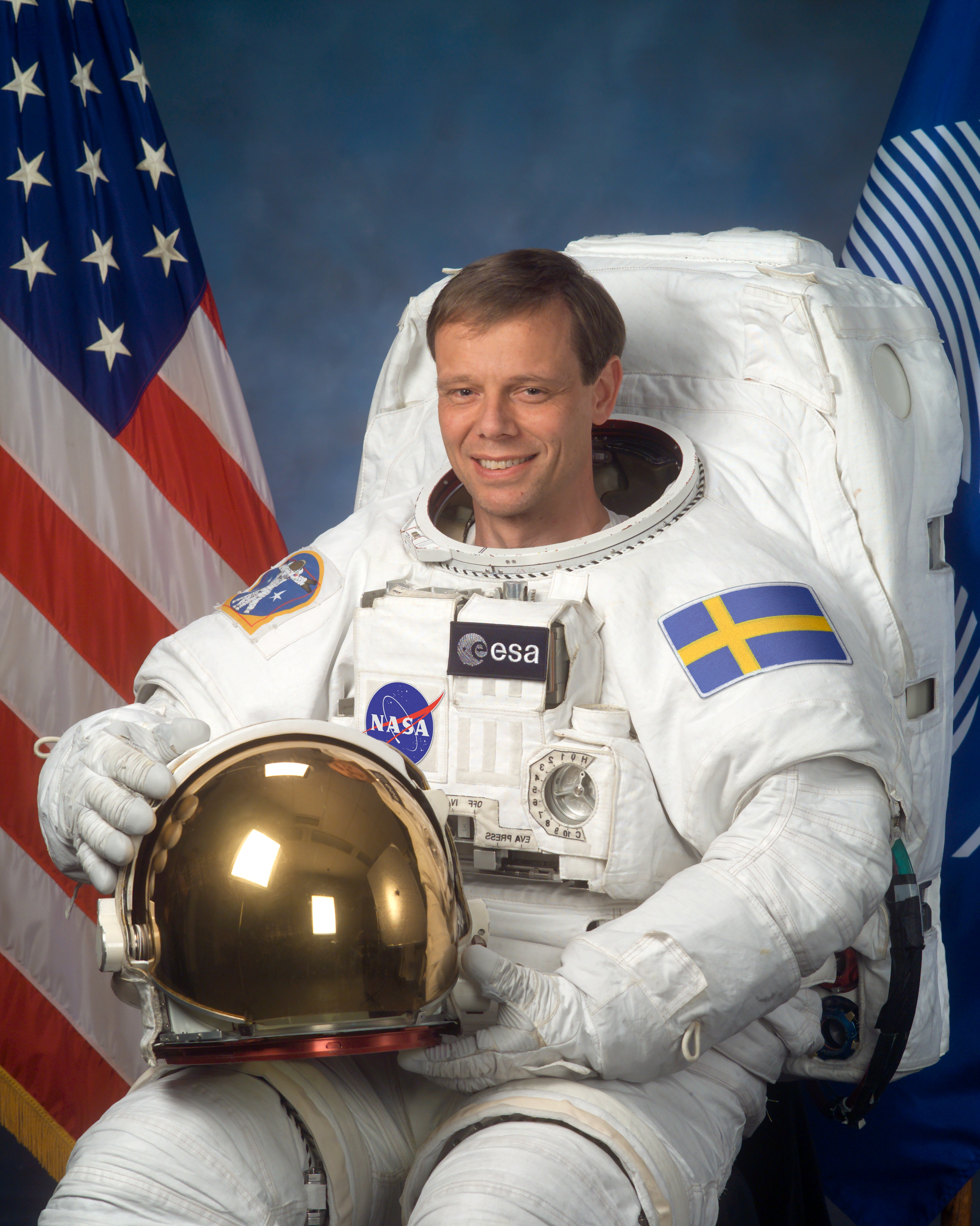
Christer Fuglesang

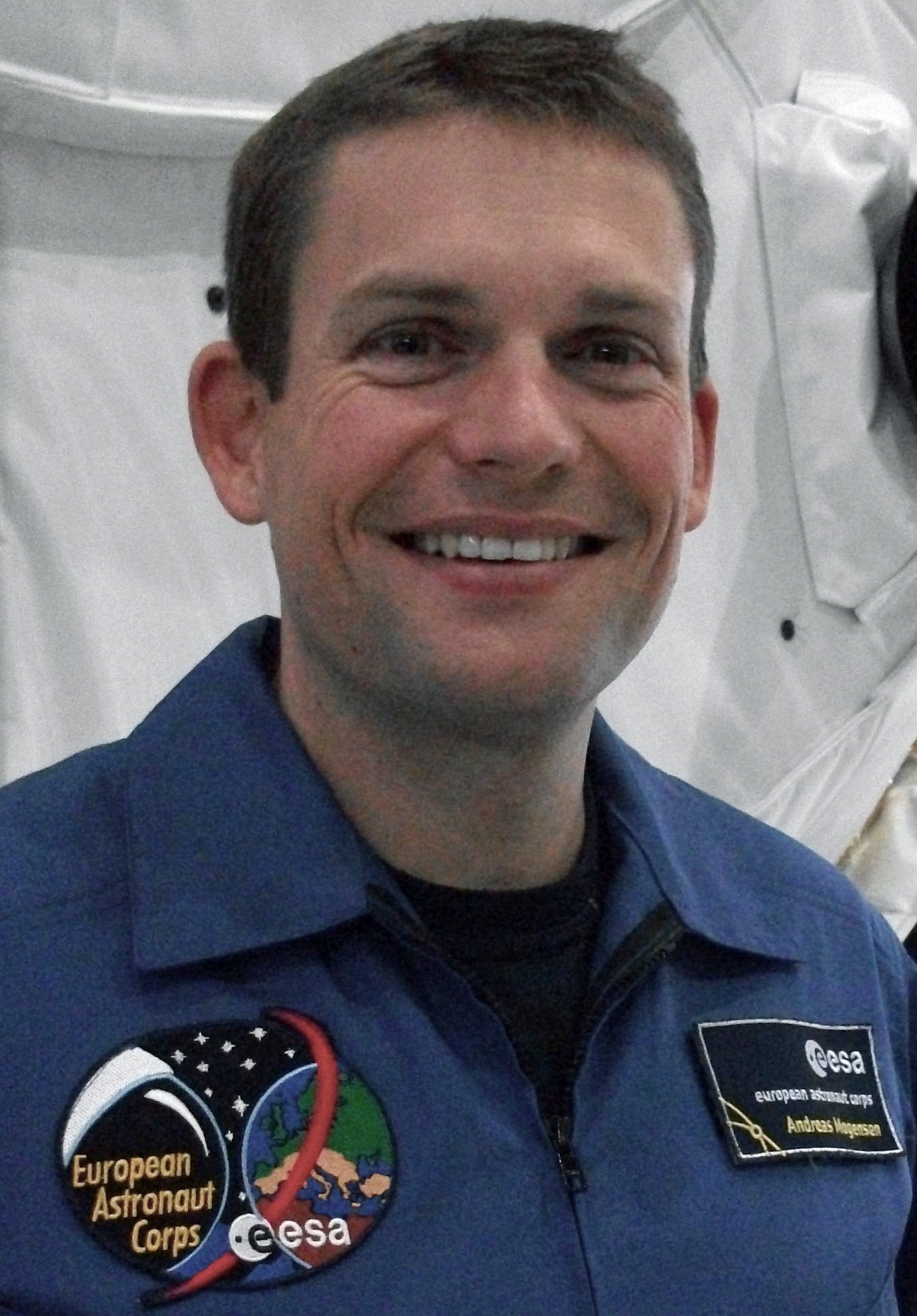
Andreas Mogensen

Sedan den första personen placerades i omloppsbana av Sovjetunionen år 1961 har 51 (2025) olika länder haft minst en medborgare i rymden. För varje nationalitet är personen/personerna och datumet för den första rymdfärden listade. Listan är baserad på rymdfararens nationaliet för startdatumet. Alla datum är angivna i UTC.
| Land                         | Rymdfarare                           | Datum (UTC)       |
| ---------------------------- | ------------------------------------ | ----------------- |
| 1960-talet                   |                                      |                   |
| Sovjetunionen                | Jurij Gagarin                        | 12 april 1961     |
| USA                          | Alan Shepard                         | 5 maj 1961        |
| 1970-talet                   |                                      |                   |
| Tjeckoslovakien              | Vladimír Remek                       | 2 mars 1978       |
| Polen                        | Miroslaw Hermaszewski                | 27 juni 1978      |
| Östtyskland                  | Sigmund Jähn                         | 26 augusti 1978   |
| Bulgarien                    | Georgi Ivanov                        | 10 april 1979     |
| 1980-talet                   |                                      |                   |
| Ungern                       | Bertalan Farkas                      | 26 maj 1980       |
| Vietnam                      | Pham Tuan                            | 23 juli 1980      |
| Kuba                         | Arnaldo Tamayo Méndez                | 18 september 1980 |
| Mongoliet                    | Zjugderdemidijn Gurragtja            | 22 mars 1981      |
| Rumänien                     | Dumitru Prunariu                     | 14 maj 1981       |
| Frankrike                    | Jean-Loup Chrétien                   | 24 juni 1982      |
| Västtyskland                 | Ulf Merbold                          | 28 november 1983  |
| Indien                       | Rakesh Sharma                        | 3 april 1984      |
| Kanada                       | Marc Garneau                         | 5 oktober 1984    |
| Saudiarabien                 | Salman al-Saud                       | 17 juni 1985      |
| Nederländerna                | Wubbo Ockels                         | 30 oktober 1985   |
| Mexiko                       | Rodolfo Neri Vela                    | 26 november 1985  |
| Syrien                       | Mohammed Faris                       | 22 juli 1987      |
| Afghanistan                  | Abdul Ahad Mohmand                   | 29 augusti 1988   |
| 1990-talet                   |                                      |                   |
| Japan                        | Toyohiro Akiyama                     | 2 december 1990   |
| Storbritannien               | Helen Sharman                        | 18 maj 1991       |
| Österrike                    | Franz Viehböck                       | 2 oktober 1991    |
| Ryssland                     | Alexandr Kaleri, Alexandr Viktorenko | 17 mars 1992      |
| Belgien                      | Dirk Frimout                         | 24 mars 1992      |
| Italien                      | Franco Malerba                       | 31 juli 1992      |
| Schweiz                      | Claude Nicollier                     | 31 juli 1992      |
| Kazakstan                    | Talgat Musabajev                     | 1 juli 1994       |
| Ukraina                      | Leonid Kadenyuk                      | 19 november 1997  |
| Spanien                      | Pedro Duque                          | 29 oktober 1998   |
| Slovakien                    | Ivan Bella                           | 20 februari 1999  |
| 2000-talet                   |                                      |                   |
| Sydafrika                    | Mark Shuttleworth                    | 25 april 2002     |
| Israel                       | Ilan Ramon                           | 16 januari 2003   |
| Kina                         | Yang Liwei                           | 15 oktober 2003   |
| Brasilien                    | Marcos Pontes                        | 30 mars 2006      |
| Iran                         | Anousheh Ansari                      | 18 september 2006 |
| Sverige                      | Christer Fuglesang                   | 10 december 2006  |
| Malaysia                     | Sheikh Muszaphar Shukor              | 10 oktober 2007   |
| Sydkorea                     | Yi So-yeon                           | 8 april 2008      |
| 2010-talet                   |                                      |                   |
| Danmark                      | Andreas Mogensen                     | 2 september 2015  |
| Kazakstan                    | Aidyn Aimbetov                       | 2 september 2015  |
| Förenade arabemiraten        | Hazza Al Mansouri                    | 25 september 2019 |
| 2020-talet                   |                                      |                   |
| Australien                   | Chris Boshuizen                      | 13 oktober 2021   |
| Portugal                     | Mário Ferreira                       | 4 augusti 2022    |
| Egypten                      | Sara Sabry                           | 4 augusti 2022    |
| Antigua och Barbuda          | Keisha Schahaff Anastatia Mayers     | 10 augusti 2023   |
| Pakistan                     | Namira Salim                         | 6 oktober 2023    |
| Turkiet                      | Alper Gezeravcı                      | 18 januari 2024   |
| Belarus                      | Marina Vasilevskaja                  | 23 mars 2024      |
| Malta/ Saint Kitts och Nevis | Chun Wang                            | 1 april 2025      |
| Norge                        | Jannicke Mikkelsen                   | 1 april 2025      |

## Andra påståenden
Listan häröver använder nationalitet som tidpunkt för uppskjutning. Listor med andra kriterier skulle kunna använda dessa följande rymdfarare:
- Paul D. Scully-Power, sköts upp 5 oktober 1984, var född i Australien men var amerikansk medborgare när han åkte upp i rymden.
- Taylor Gun-Jin Wang, sköts upp 29 april 1985, var född i Kina till kinesiska föräldrar men var amerikansk medborgare när han åkte upp i rymden.
- Lodewijk van den Berg, sköts upp 29 april 1985, var född i Nederländerna men var amerikansk medborgare när han åkte upp i rymden.
- Patrick Baudry, sköts upp 17 juni 1985, var född i Franska Kamerun (nu en del av Kamerun) och var fransk medborgare när han åkte upp i rymden.
- Shannon Lucid, sköts upp 17 juni 1985, var född i Kina till amerikanska föräldrar av europeisk härkomst och var amerikansk medborgare när hon åkte upp i rymden.
- Franklin Chang-Diaz, sköts upp 12 januari 1986, var född i Costa Rica men var amerikansk medborgare när han åkte upp i rymden.
- Andy Thomas, sköts upp 19 maj 1996, var född i Australien men var amerikansk medborgare när han åkte upp i rymden.
- Carlos I. Noriega, sköts upp 15 maj 1997, var född i Peru men var amerikansk medborgare när han åkte upp i rymden.
- John Herrington, sköts upp 24 november 2002 men var amerikansk medborgare och en registrerad Chickasaw och var då den första inhemska indianen i rymden.